# ديفيد روزنتال
ديفيد روزنتال (بالإنجليزية: David Rosenthal)‏ هو موسيقي وعازف بيانو وملحن أمريكي، ولد في 1961 في مانهاتن في الولايات المتحدة.

## وصلات خارجية
- الموقع الرسمي
- ديفيد روزنتال على موقع ميوزك برينز (الإنجليزية)
- ديفيد روزنتال على موقع أول ميوزيك (الإنجليزية)
- ديفيد روزنتال على موقع ديسكوغز (الإنجليزية)